# (7237) Vickyhamilton
(7237) Vickyhamilton est un astéroïde de la ceinture principale.

## Description
(7237) Vickyhamilton est un astéroïde de la ceinture principale. Il fut découvert le 3 novembre 1988 à Toyota par Kenzo Suzuki et Toshimasa Furuta. Il présente une orbite caractérisée par un demi-grand axe de 2,58 UA, une excentricité de 0,17 et une inclinaison de 12,3° par rapport à l'écliptique.

## Compléments